# Mary Anne Tauskey
Mary Anne Tauskey (Suffern, 9 de diciembre de 1955) es una jinete estadounidense que compitió en la modalidad de concurso completo.
Participó en los Juegos Olímpicos de Montreal 1976, obteniendo una medalla de oro en la prueba por equipos. Ganó una medalla de oro en los Juegos Panamericanos de 1975.

## Palmarés internacional
| Juegos Olímpicos     | Juegos Olímpicos          | Juegos Olímpicos | Juegos Olímpicos |
| Año                  | Lugar                     | Medalla          | Categoría        |
| -------------------- | ------------------------- | ---------------- | ---------------- |
| 1976                 | Montreal (Canadá)         | Medalla de oro   | Por equipos      |
| Juegos Panamericanos |                           |                  |                  |
| Año                  | Lugar                     | Medalla          | Categoría        |
| 1975                 | Ciudad de México (México) | Medalla de oro   | Por equipos      |